# Płomień Wolności
Płomień wolności (fr. Flamme de la Liberté) – rzeźba znajdująca się w Paryżu, będąca pełnowymiarową repliką pochodni dzierżonej w prawej ręce przez Statuę Wolności w Nowym Jorku. Pomnik, mierzący około 3,5 metra wysokości, przedstawia płomień wykonany z pozłacanej miedzi i umieszczony na piedestale z szaro-czarnego marmuru. Pomnik jest zlokalizowany niedaleko północnego zakończenia mostu Pont de l’Alma w 8. dzielnicy Paryża.
To miejsce jest oficjalnie nazywane Place Diana.

## Historia
Rzeźba została ofiarowana miastu Paryż w 1989 roku przez gazetę „International Herald Tribune”, która od darczyńców otrzymała około 400 tysięcy dolarów na stworzenie obiektu. Podjęta w 1987 roku inicjatywa stworzenia rzeźby była kulminacyjnym punktem obchodów stulecia wydawania tej angielskojęzycznej gazety w Paryżu. Obiekt był także wyrazem podziękowania za zakończone trzy lata wcześniej prace konserwatorskie przy Statui Wolności wykonywane przez dwie francuskie firmy. Szerzej, monument jest także uważany za jednoczący symbol trwałej przyjaźni Stanów Zjednoczonych i Francji.
Projekt był nadzorowany przez ówczesnego dyrektora Francuskich Związków Rzemiosła, Jacques’a Graindorge’a. Przewidywał on umieszczenie Płomienia Wolności na skwerze Stanów Zjednoczonych (fr. Place des États-Unis) w 16. dzielnicy Paryża, ale Jacques Chirac, ówczesny mer Paryża, był temu przeciwny. Po dłuższych negocjacjach jako miejsce ustawienia rzeźby ustalono skrzyżowanie Alei Nowego Jorku (fr. Avenue de New-York) i placu de l’Alma. Pomnik został odsłonięty 10 maja 1989 roku przez Jacques’a Chiraca.
Na monumencie umieszczono pamiątkowe słowa:
„Flamme de la Liberté. Réplique exacte de la flamme de la statue de la Liberté offerte au peuple français par des donateurs du monde entier en symbole de l'amitié franco-américaine. À l'occasion du centenaire de l'International Herald Tribune. Paris 1887-1987”.

## Związek z księżną Dianą

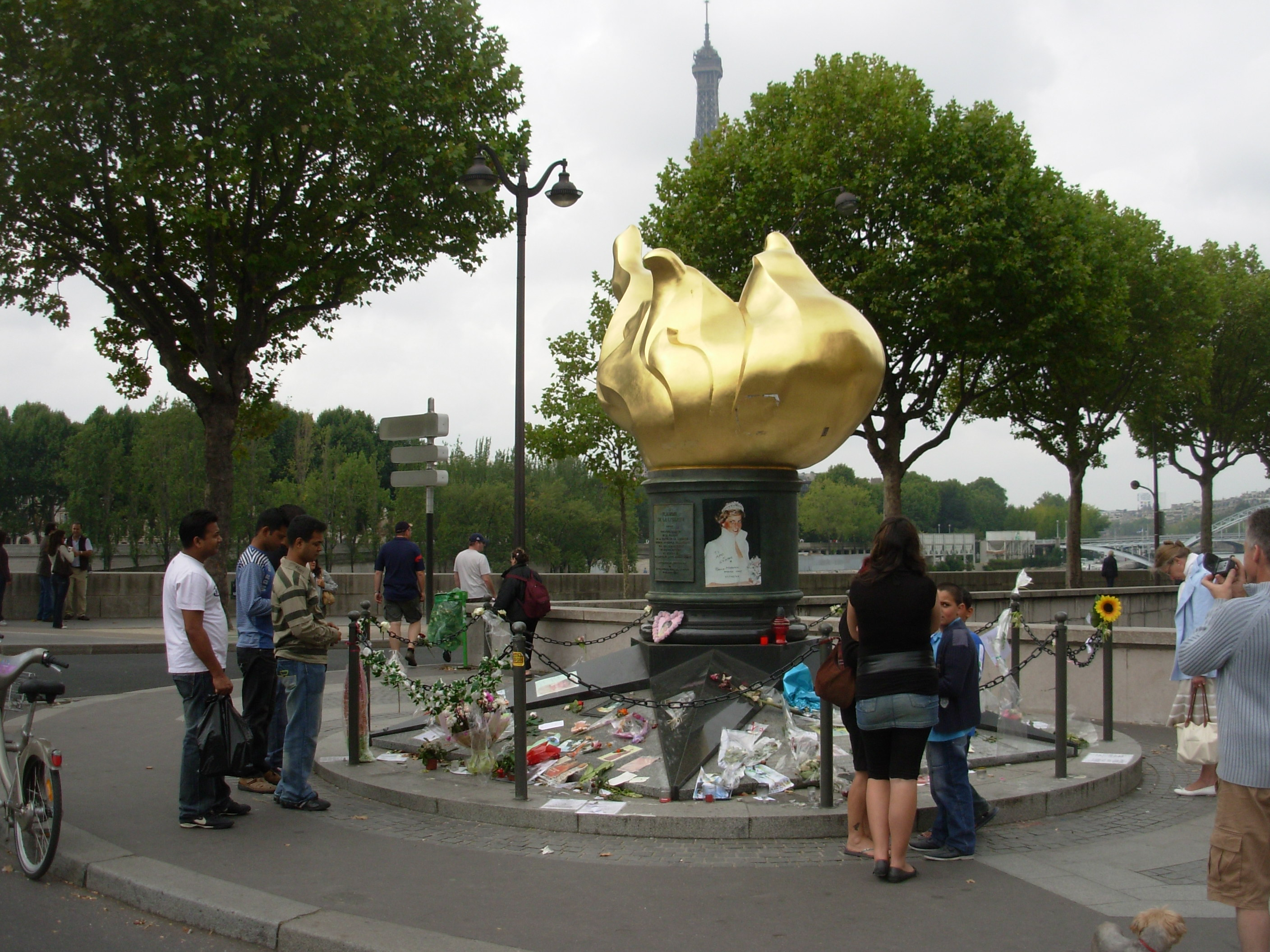
Pomnik stał się nieoficjalnym miejscem spotkań sympatyków księżnej Diany.

Gdy 31 sierpnia 1997 roku Diana, księżna Walii zginęła w wypadku samochodowym przed wjazdem do tunelu Alma w okolicy Pont de l’Alma, Płomień Wolności stał się nieoficjalnym pomnikiem ku jej czci. Mieszkańcy i sympatycy księżnej zbierali się przy rzeźbie, zostawiając znicze, kwiaty i pamiątkowe kartki. Antropolog Guy Lesoeurs ocenił, że „większość ludzi, która tu przychodzi sądzi, że” [rzeźba] „została wzniesiona dla niej”.

## Nowy Płomień Wolności
Nowy Płomień Wolności, rzeźba wykonana przez Jeana Cardota, została umieszczona w ogrodach ambasady Stanów Zjednoczonych we Francji przy Placu Zgody (fr. Place de la Concorde). Monument został odsłonięty 14 czerwca 2008 roku w obecności prezydenta Francji Nicolasa Sarkozy’ego oraz prezydenta Stanów Zjednoczonych George’a Busha. Symbolizuje ciepłe i pełne szacunku relacje między Francuzami i Amerykanami.
Nowy Płomień Wolności powstał z inicjatywy francuskiego przedsiębiorcy, Marca Ladreita Lacharrière’a i amerykańskiego ambasadora Craiga Robertsa Stapletona. Zawiera dwie inskrypcje ze słowami Francuza Marie Josepha de La Fayette’a i Amerykanina Benjamina Franklina.